# День пам'яті жертв геноциду кримськотатарського народу
День пам'яті жертв геноциду кримськотатарського народу — день пам'яті в Україні, що відзначається щорічно 18 травня у річницю депортації кримськотатарського народу 1944 року. Започаткований 12 листопада 2015 року постановою Верховної Ради України.
Тією ж постановою ВР депортація з Криму кримських татар визнана геноцидом кримськотатарського народу.

## Історія
Із 18 травня 1944 року за наказом Сталіна було розпочато депортацію кримських татар з рідного півострова до Середньої Азії. Близько 200 тисяч людей депортували в залізничних товарних вагонах.
Нелюдський акт депортації призвів до незліченних жертв. Протягом кількох днів цілий народ було позбавлено Батьківщини. В ешелонах смерті, у місцях спецпоселень загинули тисячі безневинних людей. Було знищено цілі родини.
1994-го року в Україні, згідно Указу Президента України № 165/94 від 14-го квітня 1994 року, відзначався «День скорботи і пам'яті жертв депортації кримськотатарського народу». Згодом, 16 травня 2014 року указом виконувача обов'язків Президента України Олександра Турчинова, напередодні 70-ї річниці виселення кримських татар з Криму започаткований «День боротьби за права кримськотатарського народу», що згідно з документом відзначається щорічно 18 травня.
12 листопада 2015 року Верховною Радою України установлений 18 травня «День пам'яті жертв геноциду кримськотатарського народу», який також вшановує пам'ять жертв депортації кримськотатарського народу 1944 року.

## Галерея
|                                            |
| Свічки на Майдані Незалежності в 2016 році |

|                                       |
| Проєкція на будівлю уряду в 2020 році |